# Jemenitische Fußballnationalmannschaft (U-20-Männer)
Die jemenitische Fußballnationalmannschaft der U-20-Männer ist die Auswahl jemenitischer Fußballspieler der Altersklasse U-20, die die Yemen Football Association auf internationaler Ebene, beispielsweise in Freundschaftsspielen gegen die Junioren-Auswahlmannschaften anderer nationaler Verbände, aber auch bei der U-19-Asienmeisterschaft des Kontinentalverbandes AFC oder der U-20-Weltmeisterschaft der FIFA repräsentiert. Größte Erfolge der Mannschaft sind die Teilnahmen an den Asienmeisterschaften 2004, 2008, 2010 und 2014.

## Teilnahme an Junioren- und U-20-Weltmeisterschaften
| Junioren-Weltmeisterschaft - 1977: nicht teilgenommen - 1979: nicht teilgenommen - 1981: nicht teilgenommen - 1983: nicht teilgenommen - 1985: nicht teilgenommen - 1987: nicht teilgenommen - 1989: nicht teilgenommen - 1991: nicht qualifiziert - 1993: nicht qualifiziert - 1995: nicht qualifiziert - 1997: nicht qualifiziert - 1999: nicht qualifiziert - 2001: nicht qualifiziert | - 2003: nicht qualifiziert - 2005: nicht qualifiziert U-20-Weltmeisterschaft - 2007: nicht qualifiziert - 2009: nicht qualifiziert - 2011: nicht qualifiziert - 2013: nicht qualifiziert - 2015: nicht qualifiziert - 2017: nicht qualifiziert - 2019: nicht qualifiziert - 2021: nicht stattgefunden - 2023: nicht qualifiziert |

## Teilnahme an U-19-Asienmeisterschaften
| - 1959: nicht teilgenommen - 1960: nicht teilgenommen - 1961: nicht teilgenommen - 1962: nicht teilgenommen - 1963: nicht teilgenommen - 1964: nicht teilgenommen - 1965: nicht teilgenommen - 1966: nicht teilgenommen - 1967: nicht teilgenommen - 1968: nicht teilgenommen - 1969: nicht teilgenommen - 1970: nicht teilgenommen - 1971: nicht teilgenommen - 1972: nicht teilgenommen | - 1973: nicht teilgenommen - 1974: nicht teilgenommen - 1975: nicht teilgenommen - 1976: nicht teilgenommen - 1977: nicht teilgenommen - 1978: nicht teilgenommen - 1980: nicht teilgenommen - 1982: nicht teilgenommen - 1985: nicht teilgenommen - 1986: nicht teilgenommen - 1988: nicht teilgenommen - 1990: nicht teilgenommen - 1992: nicht qualifiziert - 1994: nicht qualifiziert | - 1996: nicht qualifiziert - 1998: nicht qualifiziert - 2000: nicht qualifiziert - 2002: nicht qualifiziert - 2004: Vorrunde - 2006: nicht qualifiziert - 2008: Vorrunde - 2010: Vorrunde - 2012: nicht qualifiziert - 2014: Vorrunde - 2016: Vorrunde - 2018: nicht qualifiziert - 2021: qualifiziert, keine Austragung - 2023: nicht qualifiziert |

## Ehemalige Spieler
- Ahmed Al-Sarori (2014, A-Nationalspieler)